# Distrikt Anta (Acobamba)
Der Distrikt Anta liegt in der Provinz Acobamba in der Region Huancavelica im südwestlichen Zentral-Peru. Der am 15. Januar 1943 gegründete Distrikt hat eine Fläche von 91,9 km². Beim Zensus 2017 lebten 4936 Einwohner im Distrikt. Im Jahr 1993 lag die Einwohnerzahl bei 5920, im Jahr 2007 bei 8253. Die Distriktverwaltung befindet sich in der 3600 m hoch gelegenen Ortschaft Anta mit 219 Einwohnern (Stand 2017).

## Geographische Lage
Der Distrikt Anta liegt im Südwesten der Provinz Acobamba, 8 km westnordwestlich der Provinzhauptstadt Acobamba. Der Distrikt befindet sich im ariden Andenhochland. Der Fluss Río Urubamba, ein Zufluss des Río Cachi, entwässert das Gebiet.
Der Distrikt Anta grenzt im Nordwesten an den Distrikt Paucará, im Nordosten an den Distrikt Rosario, im Osten an den Distrikt Acobamba, im Süden an die Distrikte Callanmarca, Huayllay Grande und Anchonga (alle drei in der Provinz Angaraes) sowie im Südwesten an den Distrikt Yauli (Provinz Huancavelica).